# Erdal Merdan
Erdal Merdan (Kayseri, 8 aprile 1949 – Brannenburg, 24 marzo 2010) è stato un attore e drammaturgo tedesco, di origine turca.

## Biografia
Erdal Merdan vanta svariate interpretazioni, tra cui Aldemir de Viaggio della speranza (1991), il protagonista  Arkan in Tatort: Tod im U-Bahnschacht (1975) ed era narratore di Alamanya Alamanya, Germania Germania (1979). Ha fatto diverse apparizioni in serie tv come Faber l'investigatore (1984, 1988, 1990) Soko 5113 (1990, 1991) e Wolff, un poliziotto a Berlino (1994). Nel teatro, come attore, ha tra l'altro lavorato con Franz Xaver Kroetz (Morte nella notte di Natale, 1986). Come autore ha lavorato per il teatro e radio.
Merdan viveva a Monaco di Baviera.

## Filmografia parziale

### Attore
- 1975: Tatort: Tod im U-Bahnschacht, regia di Wolf Gremm
- 1978: Bülbül ve gül, regia di Frank Guthke
- 1984: Feuer für den großen Drachen, regia di Eberhard Itzenplitz
- 1990: Viaggio della speranza, regia di Xavier Koller
- 1991: Tatort: Die chinesische Methode, regia di Maria Knilli
- 1994: Polizeiruf 110: Gespenster, regia di Klaus Emmerich
- 1995: Zu Fuß und ohne Geld, regia di Werner Masten
- 1998: Der Pirat, regia di Bernd Schadewald
- 1998: The Key, regia di Su Turhan
- 2005: FotoSynthese, regia di Jens Leske
- 2006: Kopfsache, regia di Doron Wisotzky
- 2009: Nächstenliebe, regia di Stephanie Olthoff

### Narratore
- 1979: Alamanya Alamanya, Germania Germania, regia di Hans A. Guttner
- 1983: Im Niemandsland, regia di Hans A. Guttner

### Consulente
- 1983: Unsere Nachbarn, die Baltas, regia di Gloria Behrens

## Opere (parziale)
- 1982: Das Opferfest
- 1983: Freunde
- 1986: Leyla, Leyla
- 1987: Aladdin und die müde Lampe
- 1991: Ayschegül und der schwarze Esel
- 1992: Der letzte Dschin